# Liste des monuments historiques de Lille
Cet article recense les monuments historiques de Lille, en France.
Pour l'ensemble des monuments historiques de la Métropole européenne de Lille voir : Liste des monuments historiques de la métropole européenne de Lille.

## Statistiques
Au 31 décembre 2016, Lille compte 210 édifices comportant au moins une protection au titre des monuments historiques, soit 27 % des monuments historiques du département du Nord. Lille est la dixième ville française comptant le plus de monuments historiques, après Paris, Bordeaux, La Rochelle, Nancy, Lyon, Rouen, Arras, Strasbourg et Dijon. 31 édifices comportent au moins une partie classée ; les 176 autres sont inscrits.
Le graphique suivant résume le nombre d'actes de protection par décennies (ou par année avant 1880) :

## Liste
| Monument                                                                 | Adresse                                                                                       | Coordonnées                      | Notice         | Protection     | Date           | Illustration                                                             |
| ------------------------------------------------------------------------ | --------------------------------------------------------------------------------------------- | -------------------------------- | -------------- | -------------- | -------------- | ------------------------------------------------------------------------ |
| Abbaye de Loos                                                           | 34, 36, 38, 40 rue Jean-Jacques-Rousseau 5 rue des Trois-Mollettes                            | 50° 38′ 23″ nord, 3° 03′ 37″ est | « PA00107567 » | Inscrit        | 1980           | Abbaye de Loos                                                           |
| Ancien canal de la Baignerie                                             | Entre la rue des Bouchers et la rue de la Baignerie, à l'arrière de la place Maurice-Schumann | 50° 38′ 15″ nord, 3° 03′ 29″ est | « PA00125631 » | Inscrit        | 1993           | Ancien canal de la Baignerie                                             |
| Ancien Couvent des Madelonnettes                                         | 39, 41 rue de la Barre                                                                        | 50° 38′ 19″ nord, 3° 03′ 23″ est | « PA00107575 » | Inscrit        | 1974           | Ancien Couvent des Madelonnettes                                         |
| Ancien Couvent des Minimes                                               | 17 quai du Wault Rue de la Barre                                                              | 50° 38′ 17″ nord, 3° 03′ 18″ est | « PA00107576 » | Inscrit        | 1977           | Ancien Couvent des Minimes                                               |
| Ancien fort Saint-Sauveur                                                | 20 square Ruault                                                                              | 50° 37′ 46″ nord, 3° 04′ 18″ est | « PA00107585 » | Classé Inscrit | 1910 1946      | Ancien fort Saint-Sauveur                                                |
| Ancien hôtel                                                             | 30, 32 rue Basse                                                                              | 50° 38′ 20″ nord, 3° 03′ 40″ est | « PA00107611 » | Inscrit        | 1984           | Ancien hôtel                                                             |
| Ancien Hôtel de l'Intendance                                             | 68 rue Royale                                                                                 | 50° 38′ 30″ nord, 3° 03′ 26″ est | « PA00107599 » | Inscrit        | 1927           | Ancien Hôtel de l'Intendance                                             |
| Ancien Hôtel du Juge Garde des Monnaies                                  | 61, 63 rue de la Monnaie                                                                      | 50° 38′ 28″ nord, 3° 03′ 44″ est | « PA00107600 » | Inscrit        | 1970           | Ancien Hôtel du Juge Garde des Monnaies                                  |
| Ancien Hôtel militaire des Bleuets                                       | Place aux Bleuets                                                                             | 50° 38′ 29″ nord, 3° 04′ 05″ est | « PA00107604 » | Inscrit        | 1926           | Ancien Hôtel militaire des Bleuets                                       |
| Ancien Hôtel particulier                                                 | 19 rue de Roubaix                                                                             | 50° 38′ 18″ nord, 3° 04′ 06″ est | « PA00107902 » | Inscrit        | 1989           | Ancien Hôtel particulier                                                 |
| Ancien siège social de la Société des Mines de Lens                      | 30 rue Thiers 25 rue des Bouchers                                                             | 50° 38′ 16″ nord, 3° 03′ 31″ est | « PA59000185 » | Inscrit        | 2014           | Ancien siège social de la Société des Mines de Lens                      |
| Ancienne chapelle des Carmes Déchaussées (Église Sainte-Marie-Madeleine) | Rue de Thionville                                                                             | 50° 38′ 36″ nord, 3° 04′ 00″ est | « PA00107571 » | Inscrit        | 1934           | Ancienne chapelle des Carmes Déchaussées (Église Sainte-Marie-Madeleine) |
| Ancienne maladrerie                                                      | 253 avenue de Dunkerque                                                                       | 50° 38′ 16″ nord, 3° 01′ 24″ est | « PA00107730 » | Inscrit        | 1982           | Ancienne maladrerie                                                      |
| Bâtiment dit la Grande Garde                                             | Place du Général-de-Gaulle                                                                    | 50° 38′ 11″ nord, 3° 03′ 50″ est | « PA00107568 » | Inscrit        | 1925           | Bâtiment dit la Grande Garde                                             |
| Caserne Souham                                                           | Rue des Canonniers Rue du Vieux-Faubourg                                                      | 50° 38′ 17″ nord, 3° 04′ 17″ est | « PA00107570 » | Inscrit        | 1985           | Caserne Souham                                                           |
| Cathédrale Notre-Dame de la Treille                                      | Parvis de la Treille                                                                          | 50° 38′ 24″ nord, 3° 03′ 46″ est | « PA59000146 » | Inscrit        | 2009           | Cathédrale Notre-Dame de la Treille                                      |
| Chambre de Commerce et d'Industrie                                       | Place du Théâtre                                                                              | 50° 38′ 16″ nord, 3° 03′ 52″ est | « PA59000191 » | Classé         | 2016           | Chambre de Commerce et d'Industrie                                       |
| Chapelle de la famille Gonnet, située au cimetière de l'Est              | Cimetière de l'Est                                                                            | 50° 38′ 36″ nord, 3° 04′ 52″ est | « PA59000126 » | Inscrit        | 2006           | Chapelle de la famille Gonnet, située au cimetière de l'Est              |
| Chapelle Notre-Dame-de-la-Réconciliation                                 | 28 rue de Canteleu                                                                            | 50° 37′ 34″ nord, 3° 02′ 16″ est | « PA00107572 » | Inscrit        | 1926           | Chapelle Notre-Dame-de-la-Réconciliation                                 |
| Citadelle de Lille                                                       | Avenue du 43e Régiment d'Infanterie                                                           | 50° 38′ 27″ nord, 3° 02′ 40″ est | « PA00107573 » | Classé         | 2012           | Citadelle de Lille                                                       |
| Couvent des Dominicains                                                  | 7 avenue Salomon                                                                              | 50° 39′ 33″ nord, 3° 05′ 00″ est | « PA59000088 » | Inscrit        | 2002           | Couvent des Dominicains                                                  |
| École Nationale Supérieure des Arts et Métiers                           | Boulevard Louis-XIV Rue Kléber Rue Camille-Guérin Rue du Professeur-Calmette                  | 50° 37′ 41″ nord, 3° 04′ 16″ est | « PA59000008 » | Inscrit        | 1997           | École Nationale Supérieure des Arts et Métiers                           |
| Église Notre-Dame-de-Fives                                               | Place du Prieuré                                                                              | 50° 38′ 03″ nord, 3° 05′ 17″ est | « PA59000190 » | Inscrit        | 2015           | Église Notre-Dame-de-Fives                                               |
| Église Saint-André                                                       | Rue Royale                                                                                    | 50° 38′ 41″ nord, 3° 03′ 15″ est | « PA00107577 » | Classé         | 1949           | Église Saint-André                                                       |
| Église Saint-Denis-d'Hellemmes                                           | Rue Faidherbe (Hellemmes)                                                                     | 50° 37′ 41″ nord, 3° 06′ 40″ est | « PA00107579 » | Inscrit        | 1929           | Église Saint-Denis-d'Hellemmes                                           |
| Église Saint-Étienne                                                     | 47 Rue de l'Hôpital-Militaire                                                                 | 50° 38′ 07″ nord, 3° 03′ 35″ est | « PA00107580 » | Classé         | 1987           | Église Saint-Étienne                                                     |
| Église Saint-Maurice                                                     | Parvis Saint-Maurice                                                                          | 50° 38′ 09″ nord, 3° 04′ 02″ est | « PA00107582 » | Classé         | 1840           | Église Saint-Maurice                                                     |
| Église Sainte-Catherine                                                  | Rue Sainte-Catherine                                                                          | 50° 38′ 22″ nord, 3° 03′ 24″ est | « PA00107578 » | Classé         | 1991           | Église Sainte-Catherine                                                  |
| Église Sainte-Marie-Madeleine                                            | Rue du Pont-Neuf                                                                              | 50° 38′ 41″ nord, 3° 03′ 48″ est | « PA00107581 » | Classé         | 1965           | Église Sainte-Marie-Madeleine                                            |
| Enseigne en pierre sculptée représentant un catoire ou ruche d'or        | 207 rue de Paris                                                                              | 50° 37′ 52″ nord, 3° 04′ 06″ est | « PA00107583 » | Inscrit        | 1944           | Enseigne en pierre sculptée représentant un catoire ou ruche d'or        |
| Enseigne en pierre sculptée représentant saint Nicaise                   | Rue de Paris ; rue Gustave-Delory                                                             | à géolocaliser                   | « PA00107584 » | Inscrit        | 1944           | Enseigne en pierre sculptée représentant saint Nicaise                   |
| Hôpital militaire Scrive, ancien collège des Jésuites                    | Rue de l'Hôpital-Militaire                                                                    | 50° 38′ 04″ nord, 3° 03′ 38″ est | « PA00107590 » | Inscrit        | 1945           | Hôpital militaire Scrive, ancien collège des Jésuites                    |
| Hôpital Saint-Sauveur                                                    | 99 rue Saint-Sauveur                                                                          | 50° 37′ 51″ nord, 3° 04′ 23″ est | « PA00107589 » | Classé         | 1923 1962      | Hôpital Saint-Sauveur                                                    |
| Hospice Comtesse                                                         | Rue de la Monnaie ; rue Comtesse                                                              | 50° 38′ 28″ nord, 3° 03′ 47″ est | « PA00107586 » | Classé         | 1923 1991      | Hospice Comtesse                                                         |
| Hospice Gantois                                                          | Rue de Paris Rue Malpart                                                                      | 50° 37′ 53″ nord, 3° 04′ 05″ est | « PA00107587 » | Classé         | 1923 1967      | Hospice Gantois                                                          |
| Hospice général                                                          | Avenue du Peuple-Belge                                                                        | 50° 38′ 47″ nord, 3° 03′ 44″ est | « PA00107588 » | Inscrit        | 1948           | Hospice général                                                          |
| Hôtel d'Ailly-d'Aigremont                                                | 45 rue de Roubaix                                                                             | 50° 38′ 21″ nord, 3° 04′ 11″ est | « PA00107591 » | Inscrit        | 1965           | Hôtel d'Ailly-d'Aigremont                                                |
| Hôtel d'Avelin (Hôtel du Rectorat)                                       | 22 rue Saint-Jacques                                                                          | 50° 38′ 26″ nord, 3° 04′ 01″ est | « PA00107592 » | Inscrit        | 1944           | Hôtel d'Avelin (Hôtel du Rectorat)                                       |
| Hôtel Bidé de la Grandville                                              | 26, 28 rue de Thionville                                                                      | 50° 38′ 37″ nord, 3° 03′ 55″ est | « PA00107594 » | Classé Inscrit | 1971 2007      | Hôtel Bidé de la Grandville                                              |
| Hôtel Cardon de Montreuil                                                | 26, 28 rue Négrier                                                                            | 50° 38′ 33″ nord, 3° 03′ 28″ est | « PA00107595 » | Classé         | 1980           | Hôtel Cardon de Montreuil                                                |
| Hôtel des Cariatides                                                     | 2 à 8 rue d'Inkermann                                                                         | 50° 37′ 52″ nord, 3° 03′ 37″ est | « PA00107596 » | Inscrit        | 1975           | Hôtel des Cariatides                                                     |
| Hôtel Castiaux                                                           | 7 rue Desmazières                                                                             | 50° 38′ 09″ nord, 3° 02′ 54″ est | « PA00107597 » | Inscrit        | 1981           | Hôtel Castiaux                                                           |
| Hôtel Catel-Béghin                                                       | 19bis-21 boulevard de la Liberté                                                              | 50° 38′ 12″ nord, 3° 03′ 12″ est | « PA59000184 » | Inscrit        | 2014           | Hôtel Catel-Béghin                                                       |
| Hôtel Delbecque                                                          | 105 boulevard de la Liberté                                                                   | 50° 38′ 00″ nord, 3° 03′ 31″ est | « PA00107598 » | Inscrit        | 1986           | Hôtel Delbecque                                                          |
| Hôtel de Lamissart                                                       | 130 rue Royale                                                                                | 50° 38′ 43″ nord, 3° 03′ 15″ est | « PA00107601 » | Inscrit        | 1927           | Hôtel de Lamissart                                                       |
| Hôtel de Madre                                                           | 23 rue de Gand 4 rue A-Claques                                                                | 50° 38′ 31″ nord, 3° 03′ 57″ est | « PA00107602 » | Inscrit        | 1988           | Hôtel de Madre                                                           |
| Hôtel de Marchiennes                                                     | 191 rue de Paris                                                                              | 50° 37′ 57″ nord, 3° 04′ 07″ est | « PA00107603 » | Classé         | 1958           | Hôtel de Marchiennes                                                     |
| Hôtel particulier                                                        | 15 rue de la Barre                                                                            | 50° 38′ 19″ nord, 3° 03′ 28″ est | « PA00135486 » | Inscrit        | 1995           | Hôtel particulier                                                        |
| Hôtel particulier                                                        | 28 à 36 rue des Arts                                                                          | 50° 38′ 18″ nord, 3° 04′ 00″ est | « PA00107610 » | Inscrit        | 1985           | Hôtel particulier                                                        |
| Hôtel particulier                                                        | 52 façade de l'Esplanade                                                                      | 50° 38′ 35″ nord, 3° 03′ 13″ est | « PA00107613 » | Inscrit        | 1987           | Hôtel particulier                                                        |
| Hôtel particulier                                                        | 9, 11 place aux Bleuets                                                                       | 50° 38′ 28″ nord, 3° 04′ 04″ est | « PA00107612 » | Inscrit        | 1985           | Hôtel particulier                                                        |
| Hôtel particulier                                                        | 25 rue du Lieutenant-Colpin                                                                   | 50° 38′ 31″ nord, 3° 03′ 14″ est | « PA00107615 » | Classé         | 1984           | Hôtel particulier                                                        |
| Hôtel particulier                                                        | 20 rue des Tours                                                                              | 50° 38′ 29″ nord, 3° 03′ 59″ est | « PA00107614 » | Inscrit        | 1984           | Hôtel particulier                                                        |
| Hôtel Petipas de Walle                                                   | 122 rue de l'Hôpital-Militaire                                                                | 50° 38′ 14″ nord, 3° 03′ 31″ est | « PA00107605 » | Inscrit Classé | 1948 1979      | Hôtel Petipas de Walle                                                   |
| Hôtel des Postes                                                         | Place de la République                                                                        | 50° 37′ 51″ nord, 3° 03′ 38″ est | « PA00107606 » | Inscrit        | 1975           | Hôtel des Postes                                                         |
| Hôtel Ramery                                                             | 18 rue des Arts                                                                               | 50° 38′ 17″ nord, 3° 04′ 01″ est | « PA00107607 » | Inscrit        | 1985           | Hôtel Ramery                                                             |
| Hôtel Scrive                                                             | 1 rue du Lombard ; 28 rue de Roubaix                                                          | 50° 38′ 18″ nord, 3° 04′ 09″ est | « PA00107593 » | Inscrit        | 1944 2006      | Hôtel Scrive                                                             |
| Hôtel de Tenremonde                                                      | 18 rue Jean-Moulin                                                                            | 50° 38′ 30″ nord, 3° 03′ 32″ est | « PA00107915 » | Inscrit        | 1990           | Hôtel de Tenremonde                                                      |
| Hôtel Van der Cruisse de Waziers                                         | 95 rue Royale                                                                                 | 50° 38′ 35″ nord, 3° 03′ 20″ est | « PA00107608 » | Inscrit        | 1948           | Hôtel Van der Cruisse de Waziers                                         |
| Hôtel Van Zeller                                                         | 3 rue Négrier                                                                                 | 50° 38′ 34″ nord, 3° 03′ 35″ est | « PA00107609 » | Inscrit        | 1979           | Hôtel Van Zeller                                                         |
| Hôtel de ville                                                           | Place Roger-Salengro Place Augustin-Laurent Rue du Réduit Rue Saint-Sauveur                   | 50° 37′ 49″ nord, 3° 04′ 16″ est | « PA59000078 » | Classé         | 2002           | Hôtel de ville                                                           |
| Immeuble dénommé Bains Lillois                                           | 219 boulevard de la Liberté                                                                   | 50° 37′ 44″ nord, 3° 04′ 03″ est | « PA00107903 » | Inscrit        | 1989           | Immeuble dénommé Bains Lillois                                           |
| Immeuble                                                                 | 8 rue d'Angleterre                                                                            | 50° 38′ 30″ nord, 3° 03′ 40″ est | « PA00107616 » | Inscrit        | 1944           | Immeuble                                                                 |
| Immeubles                                                                | 53, 55, 57 rue d'Angleterre                                                                   | 50° 38′ 27″ nord, 3° 03′ 34″ est | « PA00107617 » | Inscrit        | 1944           | Immeubles                                                                |
| Immeubles                                                                | 2 rue des Archives                                                                            | 50° 38′ 36″ nord, 3° 03′ 38″ est | « PA00107618 » | Inscrit        | 1987           | Immeubles                                                                |
| Immeubles                                                                | 4, 6, 8, 10 rue des Arts                                                                      | 50° 38′ 16″ nord, 3° 04′ 02″ est | « PA00107619 » | Inscrit        | 1944           | Immeubles                                                                |
| Immeubles                                                                | 15, 17 rue des Arts                                                                           | 50° 38′ 17″ nord, 3° 03′ 59″ est | « PA00107620 » | Inscrit        | 1944           | Immeubles                                                                |
| Immeuble                                                                 | 55 rue de la Barre                                                                            | 50° 38′ 19″ nord, 3° 03′ 20″ est | « PA00107621 » | Inscrit        | 1944           | Immeuble                                                                 |
| Immeuble                                                                 | 11 rue Basse                                                                                  | 50° 38′ 20″ nord, 3° 03′ 43″ est | « PA00107622 » | Inscrit        | 1944           | Immeuble                                                                 |
| Immeuble                                                                 | 45 rue Basse                                                                                  | 50° 38′ 20″ nord, 3° 03′ 41″ est | « PA00107623 » | Inscrit        | 1944           | Immeuble                                                                 |
| Immeubles                                                                | 1, 3, 5, 15, 17, 19 rue de la Bourse                                                          | 50° 38′ 15″ nord, 3° 03′ 49″ est | « PA00107624 » | Inscrit        | 1944           | Immeubles                                                                |
| Immeubles                                                                | 2, 10 rue de la Bourse Rue des Trois-Couronnes                                                | 50° 38′ 16″ nord, 3° 03′ 49″ est | « PA00107625 » | Inscrit        | 1966           | Immeubles                                                                |
| Immeuble                                                                 | 21 rue des Buisses (détruit) actuellement à l'Hospice Comtesse                                | 50° 38′ 29″ nord, 3° 03′ 48″ est | « PA00107626 » | Inscrit        | 1945           | Immeuble                                                                 |
| Immeuble                                                                 | 11 rue du Curé-Saint-Étienne                                                                  | 50° 38′ 17″ nord, 3° 03′ 44″ est | « PA00107627 » | Inscrit        | 1944           | Immeuble                                                                 |
| Immeuble                                                                 | 19 rue du Curé-Saint-Étienne                                                                  | 50° 38′ 18″ nord, 3° 03′ 45″ est | « PA00107628 » | Inscrit        | 1944           | Immeuble                                                                 |
| Immeuble                                                                 | 23 rue du Curé-Saint-Étienne                                                                  | 50° 38′ 18″ nord, 3° 03′ 46″ est | « PA00107629 » | Inscrit        | 1944           | Immeuble                                                                 |
| Immeubles                                                                | 4, 6, 8 rue Esquermoise                                                                       | 50° 38′ 15″ nord, 3° 03′ 46″ est | « PA00107630 » | Inscrit        | 1944           | Immeubles                                                                |
| Immeubles                                                                | 5, 7 rue Esquermoise                                                                          | 50° 38′ 14″ nord, 3° 03′ 45″ est | « PA00107631 » | Inscrit        | 1944           | Immeubles                                                                |
| Immeuble                                                                 | 15 rue Esquermoise                                                                            | 50° 38′ 15″ nord, 3° 03′ 44″ est | « PA00107632 » | Inscrit        | 1944           | Immeuble                                                                 |
| Immeubles                                                                | 34, 36 rue Esquermoise                                                                        | 50° 38′ 16″ nord, 3° 03′ 42″ est | « PA00107633 » | Inscrit        | 1944           | Immeubles                                                                |
| Immeuble                                                                 | 13, 15, 17 rue Fabricy                                                                        | 50° 37′ 37″ nord, 3° 03′ 35″ est | « PA59000148 » | Inscrit        | 2009           | Immeuble                                                                 |
| Immeuble                                                                 | 9 rue à Fiens                                                                                 | 50° 38′ 15″ nord, 3° 04′ 08″ est | « PA00107634 » | Inscrit        | 1987           | Immeuble                                                                 |
| Immeuble                                                                 | 30 rue de Gand                                                                                | 50° 38′ 31″ nord, 3° 03′ 57″ est | « PA00135487 » | Inscrit        | 1995           | Immeuble                                                                 |
| Immeuble                                                                 | 31 rue de Gand                                                                                | 50° 38′ 32″ nord, 3° 03′ 58″ est | « PA00135488 » | Inscrit        | 1995           | Immeuble                                                                 |
| Immeuble                                                                 | 49 rue de Gand                                                                                | 50° 38′ 34″ nord, 3° 04′ 00″ est | « PA00107635 » | Inscrit        | 1987           | Immeuble                                                                 |
| Immeubles                                                                | Place du Général-de-Gaulle Rue Neuve                                                          | 50° 38′ 10″ nord, 3° 03′ 49″ est | « PA00107636 » | Inscrit        | 1945           | Immeubles                                                                |
| Immeuble                                                                 | 9 place du Général-de-Gaulle                                                                  | 50° 38′ 12″ nord, 3° 03′ 48″ est | « PA00107637 » | Inscrit        | 1944           | Immeuble                                                                 |
| Immeuble                                                                 | 21 place du Général-de-Gaulle                                                                 | 50° 38′ 13″ nord, 3° 03′ 47″ est | « PA00107638 » | Inscrit        | 1944           | Immeuble                                                                 |
| Immeubles                                                                | 34, 44, 52 place du Général-de-Gaulle Rue des Sept-Agaches Rue du Petit-Paon Rue de la Bourse | 50° 38′ 14″ nord, 3° 03′ 49″ est | « PA00107639 » | Inscrit        | 1966           | Immeubles                                                                |
| Immeuble                                                                 | 1 rue de la Grande-Chaussée                                                                   | 50° 38′ 17″ nord, 3° 03′ 50″ est | « PA00107640 » | Inscrit        | 1944           | Immeuble                                                                 |
| Immeuble                                                                 | 9, 11 rue de la Grande-Chaussée                                                               | 50° 38′ 18″ nord, 3° 03′ 50″ est | « PA00107641 » | Inscrit        | 1944           | Immeuble                                                                 |
| Immeuble                                                                 | 50 rue Gustave-Delory                                                                         | 50° 38′ 01″ nord, 3° 04′ 07″ est | « PA00107912 » | Inscrit        | 1990           | Immeuble                                                                 |
| Immeuble                                                                 | 58 rue Gustave-Delory                                                                         | 50° 38′ 01″ nord, 3° 04′ 09″ est | « PA00107642 » | Inscrit        | 1944           | Immeuble                                                                 |
| Immeuble                                                                 | 41 rue de l'Hôpital-Militaire                                                                 | 50° 38′ 04″ nord, 3° 03′ 39″ est | « PA00107643 » | Inscrit        | 1984           | Immeuble                                                                 |
| Immeubles                                                                | 1, 3, 5, 11 rue Neuve                                                                         | 50° 38′ 10″ nord, 3° 03′ 49″ est | « PA00107644 » | Inscrit        | 1944           | Immeubles                                                                |
| Immeuble                                                                 | 38 rue Neuve                                                                                  | 50° 38′ 07″ nord, 3° 03′ 52″ est | « PA00107645 » | Inscrit        | 1944           | Immeuble                                                                 |
| Immeubles                                                                | 72, 74 rue de Paris                                                                           | 50° 38′ 08″ nord, 3° 03′ 59″ est | « PA00107646 » | Inscrit        | 1944           | Immeubles                                                                |
| Immeubles                                                                | 100, 102, 104, 106, 108, 108bis rue de Paris                                                  | 50° 38′ 06″ nord, 3° 04′ 02″ est | « PA00107647 » | Inscrit        | 1944           | Immeubles                                                                |
| Immeubles                                                                | 112, 114, 116 rue de Paris                                                                    | 50° 38′ 05″ nord, 3° 04′ 03″ est | « PA00107648 » | Inscrit        | 1944           | Immeubles                                                                |
| Immeubles                                                                | 120, 122 rue de Paris                                                                         | 50° 38′ 05″ nord, 3° 04′ 03″ est | « PA00107649 » | Inscrit        | 1944           | Immeubles                                                                |
| Immeubles                                                                | 1, 1 bis, 3, 5 rue des Trois-Couronnes ; 15 rue du Petit-Paon                                 | 50° 38′ 14″ nord, 3° 03′ 50″ est | « PA00107667 » | Inscrit        | 1966           | Immeubles                                                                |
| Immeubles                                                                | 41, 43, 45 avenue du Peuple-Belge                                                             | 50° 38′ 44″ nord, 3° 03′ 41″ est | « PA00107651 » | Inscrit        | 1944           | Immeubles                                                                |
| Immeuble                                                                 | 48 avenue du Peuple-Belge                                                                     | 50° 38′ 35″ nord, 3° 03′ 48″ est | « PA00107652 » | Inscrit        | 1987           | Immeuble                                                                 |
| Immeubles                                                                | 3, 5 rue du Pont-Neuf                                                                         | 50° 38′ 36″ nord, 3° 03′ 38″ est | « PA00107653 » | Inscrit        | 1987           | Immeubles                                                                |
| Immeuble                                                                 | 7 rue du Pont-Neuf                                                                            | 50° 38′ 36″ nord, 3° 03′ 39″ est | « PA00107654 » | Inscrit        | 1987           | Immeuble                                                                 |
| Immeuble                                                                 | 9, 11 rue du Pont-Neuf ; 12 rue de l'Entrepôt                                                 | 50° 38′ 37″ nord, 3° 03′ 40″ est | « PA00107655 » | Inscrit        | 1987           | Immeuble                                                                 |
| Immeuble                                                                 | 15 place Richebé                                                                              | 50° 37′ 54″ nord, 3° 03′ 44″ est | « PA59000112 » | Inscrit        | 2005           | Immeuble                                                                 |
| Immeuble                                                                 | 39 rue de Roubaix                                                                             | 50° 38′ 20″ nord, 3° 04′ 10″ est | « PA00107656 » | Inscrit        | 1944           | Immeuble                                                                 |
| Immeuble                                                                 | 30 rue Royale                                                                                 | 50° 38′ 23″ nord, 3° 03′ 29″ est | « PA00107657 » | Inscrit        | 1944           | Immeuble                                                                 |
| Immeuble                                                                 | 8bis rue au Péterinck                                                                         | 50° 38′ 28″ nord, 3° 03′ 42″ est | « PA00107650 » | Inscrit        | 1944           | Immeuble                                                                 |
| Immeubles                                                                | 17, 19 terrasse Sainte-Catherine                                                              | 50° 38′ 22″ nord, 3° 03′ 27″ est | « PA00107658 » | Inscrit        | 1944           | Immeubles                                                                |
| Immeuble                                                                 | 3, rue Saint-Genois                                                                           | 50° 38′ 08″ nord, 3° 04′ 06″ est | « PA00107659 » | Inscrit        | 1944           | Immeuble                                                                 |
| Immeuble                                                                 | 6 rue Saint-Joseph                                                                            | 50° 38′ 31″ nord, 3° 03′ 52″ est | « PA00107660 » | Inscrit        | 1944           | Immeuble                                                                 |
| Maison du Renard                                                         | 8 Parvis Saint-Maurice                                                                        | 50° 38′ 08″ nord, 3° 04′ 04″ est | « PA00107661 » | Inscrit        | 1944           | Maison du Renard                                                         |
| Immeuble                                                                 | 91 rue Saint-Sauveur                                                                          | 50° 37′ 53″ nord, 3° 04′ 19″ est | « PA00107662 » | Inscrit        | 1944           | Immeuble                                                                 |
| Immeubles                                                                | 1, 3, 5, 7 rue des Sept-Agaches Rue des Trois-Couronnes                                       | 50° 38′ 14″ nord, 3° 03′ 50″ est | « PA00107663 » | Inscrit        | 1966           | Immeubles                                                                |
| Immeubles (Rang de Beauregard)                                           | 13, 13bis, 15 à 35 place du Théâtre Rue des Sept-Agaches                                      | 50° 38′ 15″ nord, 3° 03′ 51″ est | « PA00107664 » | Inscrit        | 1966           | Immeubles (Rang de Beauregard)                                           |
| Immeuble, siège du Cercle Phylosophique et Culturel                      | 2 rue Thiers                                                                                  | 50° 38′ 18″ nord, 3° 03′ 33″ est | « PA00107665 » | Inscrit        | 1988           | Immeuble, siège du Cercle Phylosophique et Culturel                      |
| Immeuble                                                                 | 6 rue de Tournai                                                                              | 50° 38′ 08″ nord, 3° 04′ 14″ est | « PA00107666 » | Inscrit        | 1944           | Immeuble                                                                 |
| Immeuble                                                                 | 10 rue des Tours                                                                              | 50° 38′ 27″ nord, 3° 03′ 57″ est | « PA59000003 » | Inscrit        | 1996           | Immeuble                                                                 |
| Immeubles                                                                | 3, 5, 7 Rue de la Vieille Comédie                                                             | 50° 38′ 07″ nord, 3° 03′ 49″ est | « PA00107668 » | Inscrit        | 1944           | Immeubles                                                                |
| Jardin des Plantes                                                       | Rue du Jardin-des-Plantes                                                                     | 50° 36′ 51″ nord, 3° 04′ 16″ est | « PA59000009 » | Inscrit        | 1997           | Jardin des Plantes                                                       |
| Lycée César-Baggio                                                       | Boulevard des Défenseurs Boulevard d'Alsace                                                   | 50° 36′ 59″ nord, 3° 04′ 06″ est | « PA59000010 » | Inscrit        | 1997           | Lycée César-Baggio                                                       |
| Magasins généraux                                                        | 133 rue Royale ; rue du Magasin                                                               | 50° 38′ 45″ nord, 3° 03′ 12″ est | « PA00107669 » | Inscrit        | 1948           | Magasins généraux                                                        |
| Maison                                                                   | 32-32bis rue d'Antin                                                                          | 50° 37′ 41″ nord, 3° 02′ 45″ est | « PA59000147 » | Inscrit        | 2009           | Maison                                                                   |
| Maison                                                                   | 2 place Maurice-Schumann                                                                      | 50° 38′ 15″ nord, 3° 03′ 30″ est | « PA00125622 » | Inscrit        | 1993           | Maison                                                                   |
| Maison                                                                   | 4-6 place Maurice-Schumann                                                                    | 50° 38′ 15″ nord, 3° 03′ 29″ est | « PA00125623 » | Inscrit        | 1993           | Maison                                                                   |
| Maison                                                                   | 8 place Maurice-Schumann                                                                      | 50° 38′ 15″ nord, 3° 03′ 28″ est | « PA00125624 » | Inscrit        | 1993           | Maison                                                                   |
| Maison                                                                   | 4 rue de la Baignerie                                                                         | 50° 38′ 15″ nord, 3° 03′ 28″ est | « PA00125625 » | Inscrit        | 1993           | Maison                                                                   |
| Maison                                                                   | 38 rue de la Baignerie                                                                        | 50° 38′ 14″ nord, 3° 03′ 24″ est | « PA00125626 » | Inscrit        | 1993           | Maison                                                                   |
| Maison                                                                   | 3 rue de la Barre                                                                             | 50° 38′ 20″ nord, 3° 03′ 31″ est | « PA00107673 » | Inscrit        | 1944           | Maison                                                                   |
| Maison                                                                   | 77 rue de la Barre                                                                            | 50° 38′ 18″ nord, 3° 03′ 16″ est | « PA00107913 » | Inscrit        | 1990           | Maison                                                                   |
| Maison                                                                   | 16 rue Basse                                                                                  | 50° 38′ 21″ nord, 3° 03′ 48″ est | « PA59000140 » | Inscrit        | 2008           | Maison                                                                   |
| Maison                                                                   | 33 rue Basse                                                                                  | 50° 38′ 20″ nord, 3° 03′ 42″ est | « PA00107674 » | Inscrit        | 1978           | Maison                                                                   |
| Maison                                                                   | 1 place aux Bleuets                                                                           | 50° 38′ 27″ nord, 3° 04′ 02″ est | « PA00107675 » | Inscrit        | 1984           | Maison                                                                   |
| Maisons                                                                  | 3, 5, 7 place aux Bleuets                                                                     | 50° 38′ 27″ nord, 3° 04′ 03″ est | « PA00107677 » | Inscrit        | 1985           | Maisons                                                                  |
| Maison                                                                   | 13 place aux Bleuets                                                                          | 50° 38′ 29″ nord, 3° 04′ 04″ est | « PA00107678 » | Inscrit        | 1986           | Maison                                                                   |
| Maison                                                                   | 26 place aux Bleuets                                                                          | 50° 38′ 29″ nord, 3° 04′ 05″ est | « PA00107679 » | Inscrit        | 1986           | Maison                                                                   |
| Maisons                                                                  | 30, 32 place aux Bleuets                                                                      | 50° 38′ 30″ nord, 3° 04′ 05″ est | « PA00107680 » | Inscrit        | 1987           | Maisons                                                                  |
| Maison                                                                   | 40 rue des Bouchers                                                                           | 50° 38′ 15″ nord, 3° 03′ 30″ est | « PA00125627 » | Inscrit        | 1993           | Maison                                                                   |
| Maison                                                                   | 23 rue de la Bourse                                                                           | 50° 38′ 17″ nord, 3° 03′ 49″ est | « PA00107681 » | Inscrit        | 1947           | Maison                                                                   |
| Maisons                                                                  | 8bis, 10, 14 rue de l'Entrepôt 13 rue du Pont-Neuf                                            | 50° 38′ 38″ nord, 3° 03′ 38″ est | « PA00107682 » | Inscrit        | 1987           | Maisons                                                                  |
| Maison                                                                   | 13 rue des Fossés                                                                             | 50° 38′ 05″ nord, 3° 03′ 47″ est | « PA00107683 » | Inscrit        | 1980           | Maison                                                                   |
| Maison                                                                   | 29 rue de Gand Rue des Célestines                                                             | 50° 38′ 32″ nord, 3° 03′ 58″ est | « PA00107684 » | Inscrit        | 1927           | Maison                                                                   |
| Maison                                                                   | 35 rue de Gand                                                                                | 50° 38′ 32″ nord, 3° 03′ 58″ est | « PA00107685 » | Inscrit        | 1927           | Maison                                                                   |
| Maison                                                                   | 41 rue de Gand                                                                                | 50° 38′ 33″ nord, 3° 03′ 59″ est | « PA00107686 » | Inscrit        | 1927           | Maison                                                                   |
| Maison                                                                   | 2, 3 place Genevières                                                                         | 50° 37′ 26″ nord, 3° 02′ 22″ est | « PA00107687 » | Inscrit        | 1987           | Maison                                                                   |
| Maisons                                                                  | 4, 6 rue de la Grande-Chaussée                                                                | 50° 38′ 17″ nord, 3° 03′ 50″ est | « PA00107688 » | Inscrit        | 1944           | Maisons                                                                  |
| Maison                                                                   | 14 rue de la Grande-Chaussée                                                                  | 50° 38′ 18″ nord, 3° 03′ 50″ est | « PA00107689 » | Inscrit        | 1946           | Maison                                                                   |
| Maison                                                                   | 1, 1bis rue de la Halloterie                                                                  | 50° 38′ 14″ nord, 3° 03′ 24″ est | « PA00125628 » | Inscrit        | 1993           | Maison                                                                   |
| Maisons                                                                  | 69, 71 rue de l'Hôpital-Militaire                                                             | 50° 38′ 10″ nord, 3° 03′ 33″ est | « PA00107690 » | Inscrit        | 1977           | Maisons                                                                  |
| Maison                                                                   | 104 rue de l'Hôpital-Militaire                                                                | 50° 38′ 11″ nord, 3° 03′ 33″ est | « PA00107691 » | Inscrit        | 1984           | Maison                                                                   |
| Maison                                                                   | 1 rue Lepelletier                                                                             | 50° 38′ 17″ nord, 3° 03′ 49″ est | « PA00107692 » | Inscrit        | 1927           | Maison                                                                   |
| Maison                                                                   | 3 rue Lepelletier                                                                             | 50° 38′ 17″ nord, 3° 03′ 49″ est | « PA00107693 » | Inscrit        | 1927           | Maison                                                                   |
| Maison                                                                   | 5 rue Lepelletier                                                                             | 50° 38′ 17″ nord, 3° 03′ 49″ est | « PA00107694 » | Inscrit        | 1927           | Maison                                                                   |
| Maison                                                                   | 15 place du Lion-d'Or                                                                         | 50° 38′ 25″ nord, 3° 03′ 52″ est | « PA00107695 » | Inscrit        | 1927           | Maison                                                                   |
| Maison                                                                   | 13 place Louise-de-Bettignies                                                                 | 50° 38′ 26″ nord, 3° 03′ 51″ est | « PA00107696 » | Inscrit        | 1970           | Maison                                                                   |
| Maisons                                                                  | 25, 27 place Louise-de-Bettignies                                                             | 50° 38′ 27″ nord, 3° 03′ 52″ est | « PA00107697 » | Inscrit        | 1927           | Maisons                                                                  |
| Maison                                                                   | 12 rue des Manneliers                                                                         | 50° 38′ 13″ nord, 3° 03′ 53″ est | « PA00107698 » | Inscrit        | 1944           | Maison                                                                   |
| Maison                                                                   | 13 rue du Nouveau-Siècle 110, 116 rue de l'Hôpital-Militaire                                  | 50° 38′ 12″ nord, 3° 03′ 34″ est | « PA00107700 » | Inscrit        | 1984           | Maison                                                                   |
| Maison                                                                   | 21 rue du Nouveau-Siècle                                                                      | 50° 38′ 13″ nord, 3° 03′ 34″ est | « PA00107701 » | Inscrit        | 1984           | Maison                                                                   |
| Maison                                                                   | 7 rue du Palais-Rihour                                                                        | à géolocaliser                   | « PA00107702 » | Inscrit        | 1927           | Maison                                                                   |
| Maison                                                                   | 34 rue de Paris                                                                               | 50° 38′ 11″ nord, 3° 03′ 55″ est | « PA00107703 » | Inscrit        | 1988           | Maison                                                                   |
| Maison                                                                   | 36 rue de Paris 33 rue Saint-Nicolas                                                          | 50° 38′ 11″ nord, 3° 03′ 55″ est | « PA00107704 » | Inscrit        | 1927           | Maison                                                                   |
| Maison                                                                   | 23 avenue du Peuple-Belge                                                                     | 50° 38′ 38″ nord, 3° 03′ 41″ est | « PA00107705 » | Inscrit        | 1987           | Maison                                                                   |
| Maisons                                                                  | 13 rue du Pont-Neuf                                                                           | 50° 38′ 37″ nord, 3° 03′ 41″ est | « PA00107706 » | Inscrit        | 1987           | Maisons                                                                  |
| Maison                                                                   | 15 rue du Pont-Neuf                                                                           | 50° 38′ 37″ nord, 3° 03′ 42″ est | « PA00107707 » | Inscrit        | 1987           | Maison                                                                   |
| Maison                                                                   | 7 rue Princesse                                                                               | 50° 38′ 46″ nord, 3° 03′ 33″ est | « PA00107708 » | Inscrit        | 1986           | Maison                                                                   |
| Maisons                                                                  | 8 rue des Tours square Lestiboudois                                                           | 50° 38′ 27″ nord, 3° 03′ 58″ est | « PA00107716 » | Classé         | 1984           | Maisons                                                                  |
| Maisons                                                                  | 2, 4, 6, 8, 10, 12, 18, 20, 22, 24 place Rihour                                               | 50° 38′ 10″ nord, 3° 03′ 47″ est | « PA00107709 » | Inscrit        | 1944           | Maisons                                                                  |
| Maison                                                                   | 1bis rue Royale                                                                               | 50° 38′ 21″ nord, 3° 03′ 31″ est | « PA00107711 » | Inscrit        | 1927           | Maison                                                                   |
| Maison                                                                   | 3 rue Royale                                                                                  | 50° 38′ 21″ nord, 3° 03′ 31″ est | « PA00107712 » | Inscrit        | 1927           | Maison                                                                   |
| Maisons                                                                  | Rue de la Monnaie                                                                             | 50° 38′ 26″ nord, 3° 03′ 50″ est | « PA00107699 » | Inscrit        | 1944 1969 1970 | Maisons                                                                  |
| Maison                                                                   | 5 rue Sainte-Catherine                                                                        | 50° 38′ 21″ nord, 3° 03′ 23″ est | « PA00107713 » | Inscrit        | 1988           | Maison                                                                   |
| Maison                                                                   | 60 rue Saint-Étienne                                                                          | 50° 38′ 11″ nord, 3° 03′ 36″ est | « PA00107714 » | Inscrit        | 1984           | Maison                                                                   |
| Maison                                                                   | 62 rue Saint-Étienne                                                                          | 50° 38′ 11″ nord, 3° 03′ 35″ est | « PA00107715 » | Inscrit        | 1984           | Maison                                                                   |
| Maison                                                                   | 12 rue Saint-François                                                                         | 50° 38′ 39″ nord, 3° 03′ 49″ est | « PA00125629 » | Inscrit        | 1993           | Maison                                                                   |
| Maison                                                                   | 14 rue Saint-François                                                                         | 50° 38′ 39″ nord, 3° 03′ 49″ est | « PA00125630 » | Inscrit        | 1993           | Maison                                                                   |
| Maison                                                                   | 12 rue des Tours                                                                              | 50° 38′ 27″ nord, 3° 03′ 57″ est | « PA00107905 » | Inscrit        | 1989           | Maison                                                                   |
| Maisons                                                                  | 2 à 8 rue des Urbanistes Rue des Canonniers                                                   | 50° 38′ 27″ nord, 3° 04′ 06″ est | « PA00107717 » | Classé         | 1986 1987      | Maisons                                                                  |
| Maison                                                                   | 32 rue Vantroyen                                                                              | 50° 38′ 24″ nord, 3° 05′ 05″ est | « PA59000177 » | Inscrit        | 2011           | Maison                                                                   |
| Maisons                                                                  | 9, 11, 13, 15, 17 place du Vieux-Marché 150 rue du Molinel                                    | 50° 37′ 58″ nord, 3° 03′ 49″ est | « PA00107718 » | Inscrit        | 1979           | Maisons                                                                  |
| Maison Coilliot                                                          | 14 rue de Fleurus                                                                             | 50° 37′ 37″ nord, 3° 03′ 37″ est | « PA00107670 » | Classé         | 1977           | Maison Coilliot                                                          |
| Maison en pans de bois                                                   | 39 rue de la Monnaie                                                                          | 50° 38′ 27″ nord, 3° 03′ 46″ est | « PA00107916 » | Inscrit        | 1991           | Maison en pans de bois                                                   |
| Maison de fond de cour                                                   | 64 rue Princesse                                                                              | 50° 38′ 43″ nord, 3° 03′ 22″ est | « PA59000002 » | Inscrit        | 1996           | Maison de fond de cour                                                   |
| Maison de Gilles de la Boë                                               | 27, 29 place Louise-de-Bettignies ; 1, 3 avenue du Peuple-Belge                               | 50° 38′ 28″ nord, 3° 03′ 53″ est | « PA00107671 » | Classé         | 1933           | Maison de Gilles de la Boë                                               |
| Maison Méert                                                             | 27 rue Esquermoise                                                                            | 50° 38′ 16″ nord, 3° 03′ 43″ est | « PA00107672 » | Classé         | 1980           | Maison Méert                                                             |
| Maison natale de Charles de Gaulle                                       | 9 rue Princesse                                                                               | 50° 38′ 46″ nord, 3° 03′ 32″ est | « PA00107904 » | Classé         | 1990           | Maison natale de Charles de Gaulle                                       |
| Maison des Vieux Hommes                                                  | 49 rue de Roubaix                                                                             | 50° 38′ 21″ nord, 3° 04′ 13″ est | « PA00107710 » | Inscrit        | 1944           | Maison des Vieux Hommes                                                  |
| Maisons faisant partie du Rang des Arbalétriers                          | 2 à 14 place aux Bleuets                                                                      | 50° 38′ 27″ nord, 3° 04′ 04″ est | « PA00107676 » | Classé         | 1987           | Maisons faisant partie du Rang des Arbalétriers                          |
| Noble Tour                                                               | Rue Georges-Lefèvre                                                                           | 50° 37′ 51″ nord, 3° 04′ 27″ est | « PA00107728 » | Classé         | 1922           | Noble Tour                                                               |
| Observatoire de Lille                                                    | Rue du Capitaine Michel                                                                       | 50° 36′ 54″ nord, 3° 04′ 17″ est | « PA59000079 » | Inscrit        | 2001           | Observatoire de Lille                                                    |
| Opéra                                                                    | Place du Théâtre                                                                              | 50° 38′ 15″ nord, 3° 03′ 55″ est | « PA59000043 » | Inscrit        | 1999           | Opéra                                                                    |
| Palais des beaux-arts                                                    | Place de la République                                                                        | 50° 37′ 50″ nord, 3° 03′ 45″ est | « PA00107719 » | Inscrit        | 1975           | Palais des beaux-arts                                                    |
| Palais Rameau                                                            | 39 boulevard Vauban                                                                           | 50° 38′ 04″ nord, 3° 02′ 58″ est | « PA00107720 » | Inscrit Classé | 1984 2002      | Palais Rameau                                                            |
| Palais Rihour                                                            | Place Rihour                                                                                  | 50° 38′ 08″ nord, 3° 03′ 43″ est | « PA00107721 » | Classé         | 1875           | Palais Rihour                                                            |
| Poissonnerie « À l'Huîtrière »                                           | 3-7, rue des Chats-Bossus                                                                     | 50° 38′ 22″ nord, 3° 03′ 50″ est | « PA59000192 » | Inscrit        | 2015           | Poissonnerie « À l'Huîtrière »                                           |
| Porte de Dunkerque                                                       | Avenue Léon-Jouhaux                                                                           | 50° 38′ 11″ nord, 3° 02′ 28″ est | « PA59000107 » | Inscrit        | 2004           | Porte de Dunkerque                                                       |
| Porte de Gand et fortifications                                          | Rue de Gand                                                                                   | 50° 38′ 38″ nord, 3° 04′ 04″ est | « PA00107722 » | Classé         | 1929           | Porte de Gand et fortifications                                          |
| Porte de Paris                                                           | Place Simon-Vollant                                                                           | 50° 37′ 47″ nord, 3° 04′ 07″ est | « PA00107723 » | Classé         | 1875           | Porte de Paris                                                           |
| Porte de Roubaix                                                         | Rue de Roubaix                                                                                | 50° 38′ 21″ nord, 3° 04′ 14″ est | « PA00107724 » | Classé         | 1929           | Porte de Roubaix                                                         |
| Préfecture                                                               | Place de la République                                                                        | 50° 37′ 55″ nord, 3° 03′ 36″ est | « PA00107725 » | Inscrit        | 1975           | Préfecture                                                               |
| Salle des fêtes de Lille-Fives                                           | 91 rue de Lannoy                                                                              | 50° 38′ 03″ nord, 3° 05′ 43″ est | « PA59000062 » | Inscrit        | 2000           | Salle des fêtes de Lille-Fives                                           |
| Statue de Faidherbe                                                      | Place Richebé                                                                                 | 50° 37′ 55″ nord, 3° 03′ 44″ est | « PA00107726 » | Inscrit        | 1975           | Statue de Faidherbe                                                      |
| Synagogue                                                                | 5 rue Auguste-Angellier                                                                       | 50° 37′ 42″ nord, 3° 03′ 55″ est | « PA00107727 » | Inscrit        | 1984           | Synagogue                                                                |
| Temple protestant                                                        | 15 rue Jeanne-d'Arc place du Temple rue Auguste-Angellier                                     | 50° 37′ 42″ nord, 3° 03′ 54″ est | « PA59000172 » | Inscrit        | 2010           | Temple protestant                                                        |
| Usine élévatoire de Saint-André                                          | 2 rue du Bastion Saint-André                                                                  | 50° 38′ 54″ nord, 3° 03′ 38″ est | « PA59000044 » | Inscrit        | 1999           | Usine élévatoire de Saint-André                                          |
| Vestiges de l'ancienne Collégiale Saint-Pierre                           | Rue Alphonse Colas Rue des Prisons                                                            | 50° 38′ 31″ nord, 3° 03′ 45″ est | « PA00107574 » | Classé         | 1971           | Vestiges de l'ancienne Collégiale Saint-Pierre                           |
| Vieille Bourse                                                           | Place du Général-de-Gaulle Rue des Manneliers Rue des Sept-Agaches Place du Théâtre           | 50° 38′ 13″ nord, 3° 03′ 52″ est | « PA00107569 » | Classé         | 1921 1923      | Vieille Bourse                                                           |